# Leonidio
Leonidio (tiếng Hy Lạp: Λεωνίδιο) là một thị trấn tại Arcadia, Peloponnesos, Hy Lạp. Từ năm 2011, chính quyền địa phương biến thị trấn thành một dímoi của Notia Kynouria. Điểm dân cư Leonidio có diện tích 418,652 km², cộng đồng lõi rộng 102,667 km². Nó được xem là một điểm dân cư truyền thống.

## Cảnh quan

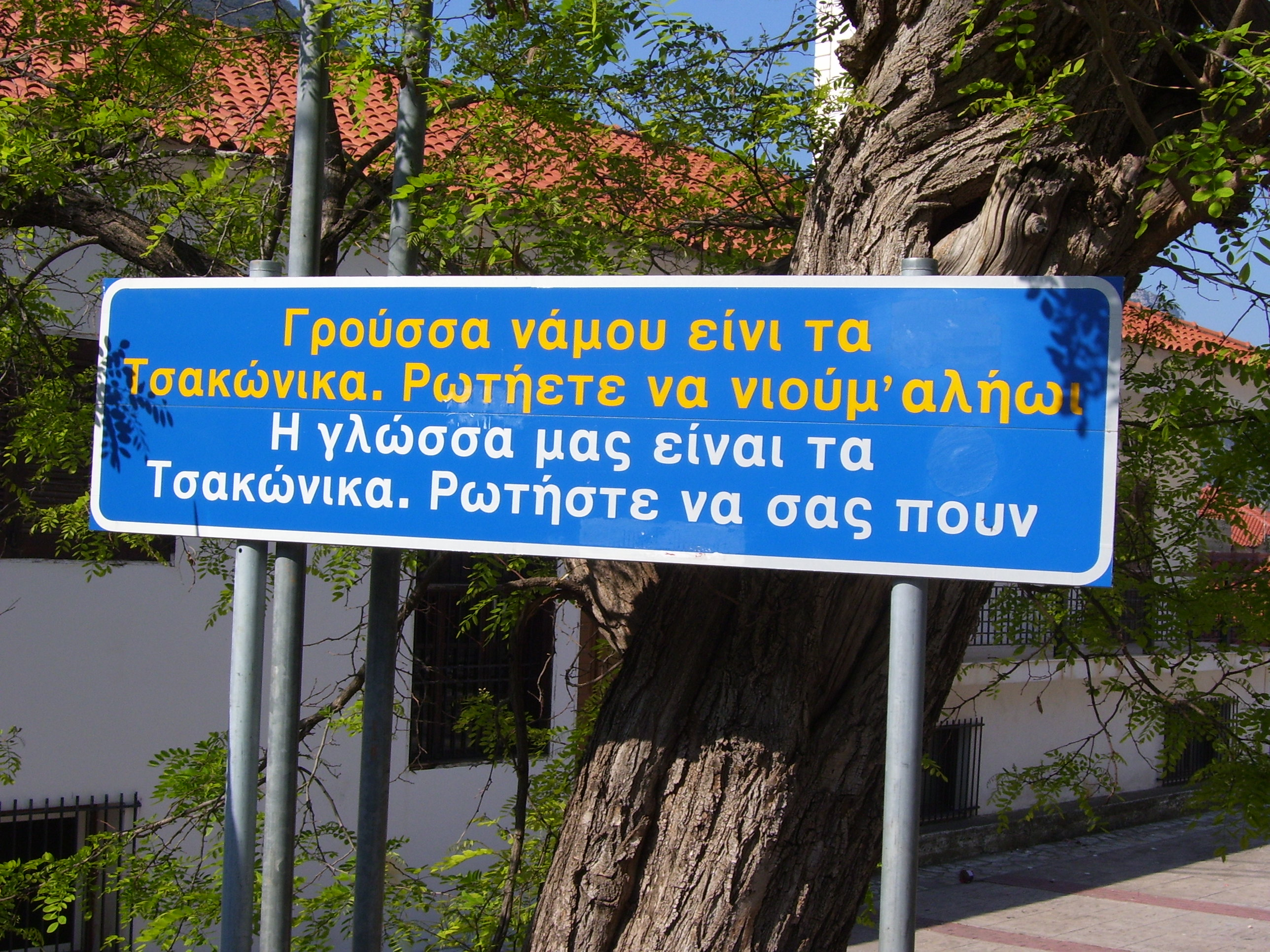
Biển báo "Ngôn ngữ của chúng tôi là tiếng Tsakonia", song ngữ (tiếng Tsakonia và tiếng Hy Lạp chuẩn) tại Leonidio.

Thị trấn Leonidio, với dân số khoảng 3.800 người, tọa lạc ở một nơi có phong cảnh đặc biệt, được vây quanh bởi hai vách núi dốc đứng chạy theo hướng đông-nam. Sông Dafnon chảy qua thị trấn, với ba cây cầu bắc ngang. Thị trấn là thủ phủ của vùng Tsakonia, đáng chúng ý vì đặc trưng ngôn ngữ và văn hóa riêng. Vì Leonidio nay là một nơi bảo tồn kiến trúc, việc xây nhà mới bị giám sát đặc biệt.